# Uzel

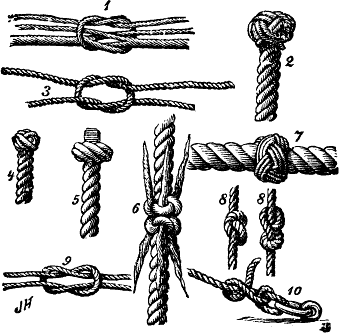
Různé uzly: (3) křížová spojka, (5) dvojitý dánský kvítek, (6) květová spojka, (7) turban, (8) očko a osmička, (9) ambulanční spojka, (10) loďkový úvaz

Uzel, zdrobněle také uzlík či uzlíček (Unicode: U+1FAA2 🪢 KNOT), je prostorový útvar na jednom kusu nebo spojení dvou či více kusů podlouhlého ohebného materiálu (obvykle lan, provazů, nití, vlasců, kabelů, popruhů nebo stuh). V takovém případě se většinou hovoří o spojkách (anglicky bend, např. škotová nebo rybářská spojka), vytvoření pevného oka smyčky (anglicky loop, např. dračí smyčka, osmičkové oko), případně spojení takového materiálu a pevného předmětu či lana (transverzálně), zde se také obvykle hovoří o smyčkách (anglicky hitch, např. lodní smyčka či prusík), které se, při utahování nebo zatížení, kolem předmětu stahují. Toto dělení má význam spíše z historických důvodů, nicméně jednotný způsob rozdělení, ani ustálená terminologie neexistuje. Pro použití uzlů při pracích ve výškách, organizovaném horolezectví, speleologii, záchranářství a ozbrojených silách určuje terminologii ČSN 83 2610.
Uzly jsou odedávna důležitým prvkem rybářského náčiní, rybářských sítí a sítí obecně. Nález více než 10 000 let staré Antrejské sítě (v dnešním Kamennogorsku) je pravděpodobně nejstarším dokladem sofistikovaného užívání uzlů v pravěku, ačkoli nepřímé důkazy existence sítí jsou staré až 29 000 let.
Další oblastí jsou zakončovací uzly, stoppery. Uzly používané ke svazování předmětů (jako ambulanční spojka nebo konstriktorový uzel). Především v horolezectví a podobných činnostech se požívá skupina manipulačních uzlů (jisticí, blokovací, uzly schopné uvolnění pod zatížením atd.) a sbalení lana do panenky lze také považovat za uzel.
Velmi rozsáhlou skupinou jsou ozdobné uzly, pletence, rohože, různé dekorativní a tkalcovské (i předtkalcovské) techniky. Mezi nejznámější patří drhání (macramé), paličkování, síťovací techniky, náramky přátelství, vázání bužírek (scoubidou) a mnoho dalších. Ozdobné uzly jsou nedílnou součástí oděvních doplňků, jako je vázanka, motýlek či součásti některých uniforem, kde mají někdy i informační funkci. U pásků v judu a dalších bojových uměních nebo cingula v některých církvích druh uzlu obvykle nemá rozlišovací roli, ale bývá předepsán.

Uzlování je také obsaženo v některých hrách, k nimž lze zařadit kdysi velmi populární přebíračku. Na pomezí ozdobného užití a her jsou některé techniky bondáže mající kořeny ve starém japonském umění šibari.

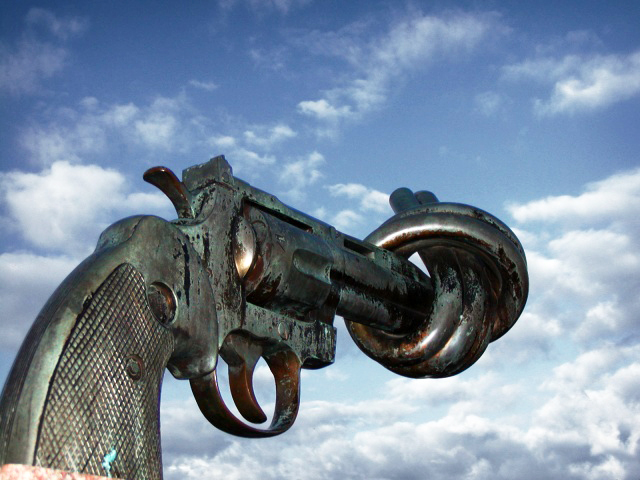
Socha Nenásilí od Carla Fredrika Reuterswärda ve švédském městě Malmö

Symbolické užití uzlů lze nalézt například v mytologii (keltské uzly, gordický uzel), náboženství (nekonečný uzel šrívatsa je jeden z osmi šťastných symbolů buddhismu, židovský cicit), heraldice (Savojský uzel, uzel Herewarda Bdělého), lidových zvycích (mnohé svatební rituály), umění (Kontinuita, Lodní uzel ve Stodůlkách, plastika Uzel v Bystřici nad Pernštejnem) nebo jako symbol nenásilí (skulptura před budovou OSN v New Yorku a jejích 29 kopií po celém světě).
Informační nebo též komunikační uzly tvořily systémy, používané různými kulturami v Andách, na Havaji a v Číně pro statistické záznamy, jako logogramy i pro přenos zpráv. Například tři osmičkové uzly za sebou znamenaly Puruchuco (incké administrativní centrum blízko dnešní Limy). V Evropě se tato technika běžně užívala pouze pro záznam dvoustavové informace. Částečnou výjimkou je jen pravoslavná obdoba růžence - komboskini neboli čotky, tedy modlitební provaz.
Pro spojení se využívá pouze vhodného způsobu vzájemného propletení lan a jejich tření. U některých typů (svazovací uzly a stahovací smyčky) hraje roli i tření kolem ovázaného předmětu, který je někdy i přímo funkční součástí uzlu (např. garda smyčka). Přes dosažení určitých pokroků počátkem 21. století, nelze stabilitu a pevnost uzlu spočítat. Alespoň částečně uspokojivá fyzikální teorie existuje pouze pro kategorii stahovacích smyček.
Naproti tomu matematická teorie uzlů, která má sice původ v pokusech o rozdělení a katalogizaci uzlů, ale s reálným využitím uzlů dlouho neměla nic společného, se k praktickým aplikacím začíná vracet svými příspěvky k fluidní mechanice, molekulární biologii a kvantové topologii.
Pro praktické potřeby je pravděpodobně popsáno kolem 4 000 různých druhů uzlů.
Ne všechny jsou ale běžně používány. Základních druhů se udává 5 (US Navy SEALs), 6 (skauti), 
7 (podle Hudyho), až po 18 či 19 základních uzlů pro horolezce a záchranáře.

## Etymologie
Slovo uzel je všeslovanské (polsky węzeł, rusky у́зел, chorvatsky ùzao). V církevní slovanštině byl vǫzlъ i ǫzlъ. Ty vycházejí z rekonstruovaného praslovanského slova *vǫzlъ, později *ǫzьlъ. Ablautovým střídáním je spojeno s *vęzati ‘vázat’, což je nejspíš odvozeno od indoevropského *anǵh- ‘úzký, zužovat, stahovat’. Zajímavá je také příbuznost s příbuzností, ze staročeské přívuznosti, v praslovanštině *privǫzьnъ ‘přivázaný’, čili získaný sňatkem, nikoli pokrevní, což úzce souvisí s vázáním uzlů při svatebních rituálech.

## Historie
Přímé důkazy počátku užívání uzlů neexistují, ale je pravděpodobné, že předcházel užívání ohně, možná i lidstva. Je známo, že lidoopi se můžou v zajetí naučit vázat uzly, ale zřejmě pouze jedna zpráva zmiňuje používání uzlů u divokých goril (šlo převážně o babské uzly a spíše náhodně i ambulanční). Nicméně podle jedné z teorií byl právě uzel tím, co významně napomohlo odstartování vývoje člověka z jeho opičího předchůdce. Náš pohled na pravěké a do značné míry i starověké dějiny je totiž zkreslen tím, co se zachovalo. Například nizozemská archeoložka Willeke Wendrich tvrdí, že doba kamenná by spíše měla být zvána dobou košíkářskou, protože technika pletení košů (zahrnující i sítě a uzlování) hrála v každodenním životě mnohem větší roli než používání kamenných nástrojů.

Asi nejstarší lidské indicie byly nalezeny v roce 1946 ve štýrské jeskyni Repolusthöhle. Dva artefakty s vyvrtanými otvory, předpokládající zavěšení, a tím i potřebu uzlů, jsou staré přibližně 300 000 let. Ze středního a svrchního pleistocénu pochází i množství kamenných nástrojů, vykazujících znaky upevnění k násadám, což by bez použití uzlů bylo velmi komplikované.

Vázací materiály byly výhradně organické (rostlinná vlákna, vlasy, pruhy kůže, srst, šlachy nebo střeva), takže nejstarší přímé důkazy jsou jen kolem 10 000 let staré. Dokladem promyšleného využití několika specializovaných druhů uzlů již v eneolitu je zhruba 5200 let starý Ötzi.

Soudí se, že symbolické užití uzlů se vyvinulo kolem druhého tisíciletí před naším letopočtem, ať už jako mytologie a magie starých Egypťanů, Řeků a Keltů, ale především dekorativní využití uzlů v Číně, kde se široce rozvíjelo až do začátku 20. století.

Nedostatek archeologických nálezů uzlů ale přesahuje i do historických dob. Z celého období starověku a středověku je známo jediné dílo obsahující větší mnnožství uzlů. Kniha řeckého lékaře Herakla z 1. století obsahovala asi 16 popisů uzlů a vázacích technik, užívaných v tehdejší medicíně. Dochovala se pouze ve výtahu, sepsaném ve 4. století Oribasiem, osobním lékařem císaře Juliana.

Významný pokrok nastal až s nástupem "věku plachetnic" v 16. století, kdy vedle praktických účelů začalo uzlování sloužit i jako prostředek pro ukrácení času námořníků při dlouhých plavbách. Z této doby pochází také názvy a popisy většiny dodnes používaných uzlů. S koncem této éry, po polovině 19. století, nastal i určitý útlum ve vázání uzlů. Až v roce 1944 vydal americký expert, umělec a námořník Clifford W. Ashley The Ashley Book of Knots, která je stále platnou referenční příručkou obsahující téměř 3000 různých druhů uzlů s podrobným popisem a využitím.

Od té doby začal postupně vzrůstat i zájem veřejnosti, bylo vydáno velké množství dalších knih a kromě využití při práci a sportu se pro mnoho lidí uzlování stalo i koníčkem. V roce 1982 byl v Londýně založen Mezinárodní cech vazačů uzlů (IGKT), což je "přátelské sdružení zájemců o uzlování a činnosti s lany a provazy". Jím vydávaný časopis Knotting matters sleduje všechny novinky okolo uzlů a má volně přístupný kompletní archiv.

## Použití uzlů

### Výběr
Základním pravidlem je, zvolit správný druh uzlu pro zamýšlený účel a především jej umět uvázat bezchybně. Mezi kritéria pro výběr uzlu patří bezpečnost, pevnost, stabilita uzlu při zatížení (případně střídavém zatěžování), obtížnost, někdy i rychlost uvázání (případně snadnost vizuální kontroly) a možnost rozvázání po maximálním předpokládaném zatížení, vhodnost použití vzhledem k průměru a kluznosti materiálu. Zvláště u silnějších materiálů a komplikovanějších uzlů může také záležet na objemu uzlu a spotřebě vázacího materiálu. Někdy hraje roli i estetické hledisko, přičemž stejně jako u vizuální kontroly zde významnou okolnost představuje symetrie.

### Provedení
Pro všechny uzly, které mají přenášet zatížení, je důležité nechávat dostatečně dlouhé volné konce nebo je vhodným způsobem zabezpečit. Obvykle se udává desetinásobek průměru vázacího materiálu (troj- až pětinásobek šířky pro popruhy), ale pro některé uzly je to až dvanáctinásobek obvodu. Někdy jsou doporučovány ještě delší, například na horolezeckém laně jsou pro různé uzly doporučovány délky od 8 cm až po 45 cm (oněch 45 cm nejčastěji!). Pokud se zvýšené zatížení nepředpokládá, jsou někdy naopak dlouhé volné konce nežádoucí (například v u dekorativních uzlů nebo pro vstřebatelné chirurgické sutury).

Dále je vhodné správně srovnat jednotlivé prameny v uzlu, protože tím je ovlivněna jak pevnost a stabilita, tak snadnost rozvazování.

V neposlední řadě je třeba věnovat pozornost dostatečnému utažení, jehož zanedbání může mít za následek selhání uzlu proklouznutím, přesmyknutím nebo vytřesením. Mnoho uzlů vyžaduje postupné, někdy i opakované, utažení za každý jednotlivý pramen, který z uzlu vychází.

### Pevnost
Každý uzel sníží pevnost vázacího materiálu, ale tuto hodnotu nedokážeme určit příliš přesně. Mnoho testů bylo provedeno například s horolezeckými lany a smyčkami, ale výsledky se liší nejen podle druhu uzlu, ale i podle průměrů (nebo šířek popruhů), podle použitých materiálů i podle testovací metodiky (zejména rychlosti zatěžování). Orientačně platí, že pokles pevnosti je vyšší pro jednodušší uzly s ostřejšími ohyby zatěžovaných pramenů a vyšší modul pružnosti použitého materiálu.

Zvláště pro vysokopevnostní materiály UHMWPE (Dyneema, Spectra) velmi často neplatí po staletí sbírané zkušenosti z námořnické praxe. Klasické uzly nejenže prokluzují, ale podstatně více snižují pevnost, než bývalo zvykem. Místo uzlů pro ně lze využít vázací techniky zvané splicing, která zachová 90–95 % pevnosti, pro popruhy se téměř výhradně používá šití. U klasických polyamidových materiálů (nylon) je ztráta pevnosti u většiny běžně užívaných uzlů srovnatelná s ohybem v karabině, který je, při horolezeckém způsobu použití, přítomen prakticky vždy. Podle testů DAV byla pevnost pro různé průměry smyček i popruhů při ohybu v karabině o 180° přibližně 72 % jak pro polyamid, tak pro Dyneemu a Kevlar. Použití vůdcovského uzlu a rybářské spojky pro Dyneemu ovšem vykázalo další pokles pevnosti přibližně na čtvrtinu, dvojité zhruba na polovinu, zatímco trojité rybářské spojky na tři čtvrtiny oproti ohybu v karabině.

Pro polyamidové materiály vychází z většiny testů nejlépe devítkový uzel, který ale pro větší objemnost a spotřebu lana není příliš široce používán. Chceme-li využít plné nosnosti lana, můžeme využít principu beznapěťového kotvení, který spočívá v několikerém omotání většího oválného předmětu a zajištění volného konce v podstatě libovolným způsobem. Principu lze využít i pro spojení lan pomocí vloženého předmětu.

Rybáři naproti tomu často sázejí na přidávání ovinů, které v některých případech, zejména u tenkých materiálů, značně přidávají i na pevnosti. Například Bimini twist podle některých tvrzení zachová téměř 100 % nosnosti.

## Hlavní oblasti použití
- na lana a provazy - v námořnictví, zejména u starých plachetních lodí, jachtingu, horolezectví a záchranářství
- na sítě, mezi něž patří lovecké sítě (rybářská síť, ornitologická síť), ve sportu (branková síť – v hokejové nebo fotbalové brance, rozdělovací síť – pro volejbal či tenis), místo nábytku (hamaka)
- ruční výroba ozdobných předmětů - vázání koberců, drhání, paličkování, síťovací techniky, košíkářství
- …a mnohé další.

## Vybrané druhy uzlů
- Dračí smyčka
- Lodní smyčka
- Škotová spojka
- Osmičkový uzel
- Dvojitá rybářská spojka
- Ambulanční spojka
- Liščí smyčka
- Vůdcovský uzel
- Poloviční lodní smyčka
- Prusíkův uzel
- Zkracovačka
- Uzel dobrého skutku
- Josefínský uzel